# Bilbolbul
Bilbolbul è un personaggio immaginario protagonista di una omonima serie a fumetti ideata da Attilio Mussino e pubblicata dal 1908 sul Corriere dei Piccoli; è il primo personaggio ricorrente dei fumetti di ideazione italiana a essere pubblicato in Italia.

## Personaggio
Il personaggio è un bambino africano che vive piccole avventure surreali e strane nel suo villaggio collocabile nell'Africa orientale, allora al centro della politica coloniale italiana. La caratteristica principale era la peculiare abilità di adeguarsi fisicamente a quello che gli veniva raccontato diventando letteralmente rosso per la vergogna o verde di rabbia o con gli occhi fuori dalle orbite a seguito del fatto che comuni modi di dire come "rosso dalla rabbia" o "avere un buco nello stomaco" nel suo caso diventavano reali fintanto che non veniva aiutato da qualcuno. Queste metafore erano i commenti in rima che comparivano sotto la vignetta in quanto le storie a fumetti dell'epoca, in Italia, venivano realizzate senza nuvolette sostituite da testi in rima che narravano le vicende descritte.

## Storia editoriale
La serie esordì sul primo numero del Corriere dei Piccoli, supplemento del Corriere della Sera, il 27 dicembre 1908 e proseguì nel corso del 1909, per poi riapparire ciclicamente (nel 1913, nel 1922 e infine nel 1933) raggiungendo le 56 tavole, più una storia crossover con altri personaggi della testata.

## Influenza culturale
- A Bologna si è svolto annualmente dal 2007 al 2021 il Bilbolbul Festival internazionale di fumetto,[8] che prendeva il nome dalla serie in questione.